# 平林寺 (さいたま市)
平林寺（へいりんじ）は、埼玉県さいたま市岩槻区の大字である。郵便番号は339-0076。当地に1663年（寛文3年）まで平林寺があったため村名となった。

## 地理
さいたま市岩槻区の北部、元荒川と綾瀬川に挟まれた大宮台地の岩槻支台上に位置する。元荒川の右岸沿いにある地域は後背湿地で田園地帯が広がる。鉄道駅からは遠く、国道122号線沿いは宅地が多いが北部は農地が広がる。本宿地区の東部や、さいたま市立城北中学校の南側に平林寺の飛び地が存在する。

### 河川・湖沼
- 綾瀬川
- 元荒川
- 赤坂沼

## 歴史
もとは江戸期より存在した埼玉郡岩槻領に属する平林寺村であった。平林寺が1663年（寛文3年）に野火止に移転後は平林寺領は岩槻藩領に帰属した。
- はじめは岩槻藩領、1756年（宝暦6年）より幕府領[5]。なお、検地は1628年（寛永5年）に実施[6]。
- 幕末の時点では埼玉郡に属し、明治初年の『旧高旧領取調帳』の記載によると、岩槻藩領[7]。
- 1871年（明治4年）
  - 7月14日 - 廃藩置県を迎え、岩槻県の管轄となる。
  - 11月13日 - 第1次府県統合により埼玉県の管轄となる。
- 1878年（明治6年） - 江戸期からの佐太夫新田（さだいうしんでん）および長左衛門新田（ちょうざえもんしんでん）を平林寺村に編入する[8][9][5]。後の大字平林寺の一部。
- 1879年（明治12年）3月17日 - 郡区町村編制法により成立した南埼玉郡に属す。郡役所は岩槻町に設置。
- 1889年（明治22年）4月1日 - 町村制施行によって掛、金重、本宿、箕輪、馬込、川島、平林寺の7箇村新田が合併し、河合村が成立[5]。河合村の大字平林寺となる。
- 1954年（昭和29年）5月3日 - 河合村が岩槻町、新和村、和土村、川通村、柏崎村、慈恩寺村と合併し、岩槻町が成立[10][11]。岩槻町の大字となる。
- 1954年（昭和29年）7月1日 - 岩槻町が市制施行し、岩槻市となる[10][12]。岩槻市の大字となる。
- 2005年（平成17年）4月1日 – 岩槻市がさいたま市と合併し、さいたま市岩槻区の大字となる。

## 世帯数と人口
2017年（平成29年）10月1日現在の世帯数と人口は以下の通りである。
| 大字   | 世帯数  | 人口    |
| ------ | ------- | ------- |
| 平林寺 | 603世帯 | 1,440人 |

## 小・中学校の学区
市立小・中学校に通う場合、学区（校区）は以下の通りとなる。
| 番地                                  | 小学校                 | 中学校                 |
| ------------------------------------- | ---------------------- | ---------------------- |
| 1522番地11〜1522番地12 1524〜1527番地 | さいたま市立城北小学校 | さいたま市立城北中学校 |
| その他                                | さいたま市立河合小学校 | さいたま市立城北中学校 |

## 交通
地内に鉄道は敷設されていない。東武野田線岩槻駅が1.5 kmほど南東にある。かつては武州鉄道が通っており河合駅が置かれていた。

### 道路
- 東北自動車道
- 国道122号
  - 蓮田岩槻バイパス

## 施設
- さいたま市立河合小学校
- 河合幼稚園
- かわいデイナースリー保育園
- JA南彩河合支店
- 岩槻西原郵便局（飛地）
- 岩槻金重団地（飛地）
- 関白神社[12]
- 平林寺公民館
- 平林寺観音堂
- 平林寺グラウンド
- 平林寺跡

## 関連文献
- 「佐太夫新田」『新編武蔵風土記稿』 巻ノ200埼玉郡ノ2、内務省地理局、1884年6月。NDLJP:764007/70。
- 「長左衛門新田」『新編武蔵風土記稿』 巻ノ200埼玉郡ノ2、内務省地理局、1884年6月。NDLJP:764007/71。